# Franz Cott
Franz Cott (* 1. Oktober 1926 in Mechterstädt) ist ein ehemaliger deutscher Politiker und Funktionär der DDR-Blockpartei DBD. 

## Leben
Franz Cott, Sohn eines Bauern, beantragte am 8. Mai 1944 die Aufnahme in die NSDAP und wurde rückwirkend zum 20. April desselben Jahres aufgenommen (Mitgliedsnummer 10.128.060). Er besuchte die Volks- und Landwirtschaftsschule in Gotha und wurde Diplom-Agronom. 1963 war er Mitglied des Präsidiums des Parteivorstandes der DBD und wissenschaftlicher Mitarbeiter im Institut für Landwirtschaft beim Bezirkslandwirtschaftsrat Erfurt.
Von 1954 bis 1967 war er Mitglied der Volkskammer der DDR. Über sein Leben danach ist nichts bekannt.